# Ивлиев, Дмитрий Иванович
Дмитрий Иванович Ивлиев (23.10.1911 — 12.01.1986) — советский геолог, Герой Социалистического Труда, лауреат Ленинской премии.

## Биография
Родился в станице Арчадинской, Область Войска Донского (ныне Волгоградская область) в семье учителя. Вслед за старшими братьями уехал на Урал, работал на железной дороге, коллектором в геологоразведочных партиях.
В 1937 году окончил Свердловский геологический институт. Во время студенческой практики работал в полевых партиях на Урале, Алтае, Забайкалье. Получил направление в ДВО «Союзникельоловоразведка», был начальником и главным геологом партий в Хабаровском крае.
В 1944—1956 гг. главный геолог Лифудзинской ГРЭ (Приморский край). Руководил разведкой новых месторождений: Высокогорское, Ново-Монастырское, Левицкое, Лиственное.
В 1956—1969 гг. — главный геолог Иманской ГРЭ . Участник открытия и разведки вольфрамового месторождения Восток-2.
В 1970—1985 старший геолог Южно-Приморской ГРЭ.
Первооткрыватель нескольких крупных и уникальных месторождений цветных металлов; Герой Социалистического Труда. Награждён двумя орденами Трудового Красного Знамени и многими медалями.
Ленинская премия 1966 года — за открытие вольфрамового месторождения Восток-2.
Умер и похоронен во Владивостоке.

## Семья
- Первая жена — Эльга Генриховна Стромберг (04.05.1914-03.04.1962), геолог. Дети — Татьяна и Андрей.
- Вторая жена — Татьяна Степановна Смирнова, врач-гинеколог. Дети — Наталья и Елена.